# Wiki Lubi Zabytki

Wiki Lubi Zabytki (ang. Wiki Loves Monuments) – międzynarodowy konkurs fotograficzny organizowany od 2010 roku corocznie we wrześniu przez wikipedystów. Uczestnicy konkursu robią zdjęcia lokalnych zabytków i przesyłają je na stronę Wikimedia Commons. Celem konkursu zachęcenie ludzi do fotografowania zabytków i udostępnianie ich na bezpłatnej licencji, dzięki czemu mogą być wykorzystywane przez wszystkich, nie tylko do ilustrowania artykułów w Wikipedii.
Pierwsza pilotażowa edycja konkursu miała miejsce w 2010 roku w Holandii. W następnej, rok później udział wzięły inne kraje Europy i zgodnie z Księgą Rekordów Guinnessa ta edycja Wiki Lubi Zabytki pobiła rekord świata stając się największym konkursem fotograficznym. W 2012 roku w konkursie wzięło udział 35 krajów, w tym także pozaeuropejskie. Ponad 15 000 uczestników przesłało ponad 350 000 zdjęć zabytków. Edycja 2013 objęła sześć kontynentów, w tym Antarktydę. Według oficjalnych danych uczestniczyło w niej ponad 50 krajów z całego świata. W 2016 roku konkurs uzyskał wsparcie UNESCO i uczestniczyło w nim 10 700 uczestników z 43 krajów, którzy przesłali 277 000 zdjęć.

## Historia
Wiki Lubi Zabytki (Wiki Loves Monuments) jest następcą konkursu Wiki Loves Art, który został zorganizowany w 2009 roku w Holandii. W ramach konkursu zachęcano fotografów do poszukiwania miejsc dziedzictwa narodowego Holandii. Podczas pierwszej edycji Wiki Loves Monuments w 2010 roku na ponad 12 500 zdjęć pojawiły się takie miejsca jak: stanowiska archeologiczne Drenthe, Pałac Noordeinde w Hadze i domy wzdłuż kanałów Amsterdamu.
Sukces ten wzbudził zainteresowanie w innych krajach europejskich, a dzięki współpracy z Europejskimi Dniami Dziedzictwa w 2011 roku konkurs zorganizowano w 18 państwach. W organizacji projekt wspierały lokalne oddziały Wikimedia, a uczestnicy przesłali prawie 170 000 zdjęć. Księga rekordów Guinnessa uznała tę edycję Wiki Loves Monuments za największy konkurs fotograficzny na świecie, ponieważ ponad 5 tysięcy uczestników przesłało na Wikimedia Commons 168 208 zdjęć. Najwięcej zdjęć pochodziło z Niemiec, Francji i Hiszpanii. Pierwszą nagrodę międzynarodową zdobyło zdjęcie z Rumunii, drugą z Estonii, a trzecią z Niemiec.
W konkursie 2012 roku WLZ wzięło udział ponad trzydzieści krajów z całego świata. W tym: Andora, Argentyna, Austria, Białoruś, Belgia, Kanada, Katalonia, Chile, Kolumbia, Czechy, Dania, Estonia, Francja, Niemcy, Ghana, Indie, Izrael, Włochy, Kenia, Luksemburg, Meksyk, Holandia, Norwegia, Panama, Filipiny, Polska, Rumunia, Rosja, Serbia, Słowacja, Hiszpania, Republika Południowej Afryki, Szwecja, Szwajcaria, Ukraina i Wielka Brytania i Stany Zjednoczone. Ogółem nadesłano 363 000 zdjęć z 35 krajów. Najwięcej z Niemiec, Hiszpanii i Polski. Zdjęcie grobowca Safdar Janga z Delhi w Indiach wygrało konkurs, drugie miejsce zajęło zdjęcie z Hiszpanii, a trzecie z Filipin.
W 2013 roku w konkursie oficjalnie uczestniczyło ponad pięćdziesiąt krajów ze wszystkich sześciu kontynentów, w tym Antarktyda. Wśród nowych uczestników znalazły się Algieria, Chiny, Azerbejdżan, Hongkong, Jordania, Wenezuela, Tajlandia, Tajwan, Nepal, Tunezja, Egipt, Wielka Brytania, objęta wojną Syria i wiele innych. W sumie przesłano około 370 tysięcy zdjęć z ponad 52 krajów. Najwięcej z Niemiec, Ukrainy i Polski. Pierwszą nagrodę otrzymało zdjęcie ze Szwajcarii, drugą z Tajwanu, a trzecią z Węgier.
W 2014 roku w konkursie wzięło udział ponad 8750 uczestników w 41 krajów, którzy przesłali ponad 308 tysięcy zdjęć. W tej edycji zadebiutowały: Pakistan, Macedonia Północna, Irlandia, Kosowo, Albania, Palestyna, Liban i Irak. W Pakistanie ponad 700 uczestników przesłało ponad 12 000 zdjęć.
W edycji 2015 wzięło udział ponad 6200 uczestników z 33 krajów, którzy przesłali ponad 220 tysięcy zdjęć.
Edycja 2016 była wspierana przez UNESCO i wzięło w niej udział 10 700 uczestników z 43 krajów, którzy przesłali 277 tysięcy zdjęć. W edycji 2017 uczestnicy z 54 krajów przesłali ponad 545 tysięcy zdjęć.

## Europeana
Od 2011 roku oficjalnym partnerem konkursu jest Europeana, która sponsoruje co roku nagrodę w kategorii specjalnej. W 2011 przyznała nagrodę za zdjęcia secesji, w 2012 roku za budynki GLAM (galerie, biblioteki, archiwa i muzea), a w 2014 za najlepsze zdjęcie pomnika związanego z I wojną światową.

## Zwycięzcy
Poniżej znajduje się lista międzynarodowych zdobywców pierwszej nagrody Wiki Loves Monuments:
| Zdjęcie | Rok  | Fotograf                     | Kraj       | Opis                                                                             |
| ------- | ---- | ---------------------------- | ---------- | -------------------------------------------------------------------------------- |
|         | 2010 | Rudolphous                   | Holandia   | Vijzelstraat 31 w Amsterdamie                                                    |
|         | 2011 | Mihai Petre                  | Rumunia    | Zimowe zdjęcie Monastyru Chiajna. Klasztor znajduje się na obrzeżach Bukaresztu. |
|         | 2012 | Pranav Singh                 | Indie      | Grobowiec Safdar Janga, Nowe Delhi, Indie                                        |
|         | 2013 | David Gubler                 | Szwajcaria | Lokomotywa z pociągiem na wiaduktcie Wiesen w Szwajcarii.                        |
|         | 2014 | Konstantin Brizhnichenko     | Ukraina    | Ławra Świętogorska, Swiatohirśk, Ukraina.                                        |
|         | 2015 | Marco Leiter                 | Niemcy     | Latarnia morska Westerheversand                                                  |
|         | 2016 | Ansgar Koreng                | Niemcy     | Hol w budynku sądu okręgowego w Berlinie, Niemcy                                 |
|         | 2017 | Prashant Khatore             | Indie      | Świątynia Khandoby w Jejuri                                                      |
|         | 2018 | Alireza Akhaghi              | Iran       | Meczet Szejka Lotfollaha.                                                        |
|         | 2019 | Marian Naworski              | Polska     | Opuszczony kościół ewangelicki w Stawiszynie                                     |
|         | 2020 | Farzin Doust                 |            | Kościół w Sohrolu (Iran)                                                         |
|         | 2021 | Donatas Dabravolskas         | Brazylia   | Royal Portuguese Cabinet of Reading                                              |
|         | 2022 | Kriengsak Jirasirirojanakorn | Tajlandia  | rowerzysta jadący przy Świątyni Szmaragdowego Buddy                              |
|         | 2023 | Mona Hassan Abo-Abda         | Egipt      | Piramidy w Gizie podczas wystawy „Forever is Now”, Egipt                         |
|         | 2024 | Donatas Dabravolskas         | Brazylia   | Statua Chrystusa Zbawiciela w Rio de Janeiro, Brazylia                           |

## Polska
Polska po raz pierwszy wzięła udział w konkursie w 2011 roku. Organizatorem krajowej edycji jest Stowarzyszenie Wikimedia Polska. Prace przygotowawcze Wikipedystów w wikiprojekcie Wiki Lubi Zabytki skupiały się na skompletowaniu aktualnych wykazów zabytków w poszczególnych województwach. Stan prac przygotowawczych przed startem konkursu we wrześniu 2011 a w następnym roku 2012 stan dopisywania geolokalizacji obiektów ukazywały tworzone na bieżąco infografiki.

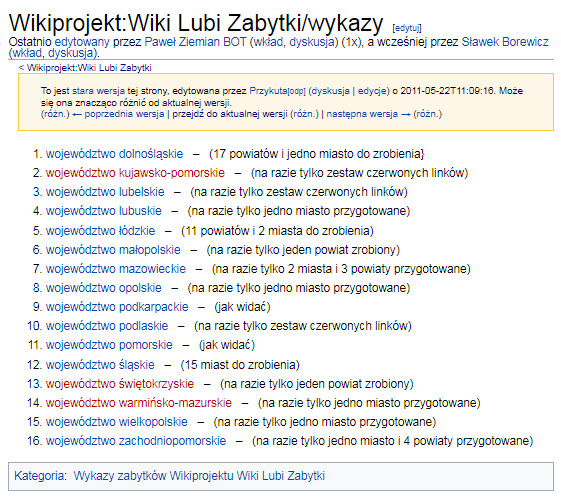
wstępny stan prac wikipedystów nad wykazami zabytków w wikiprojekcie (maj 2011)
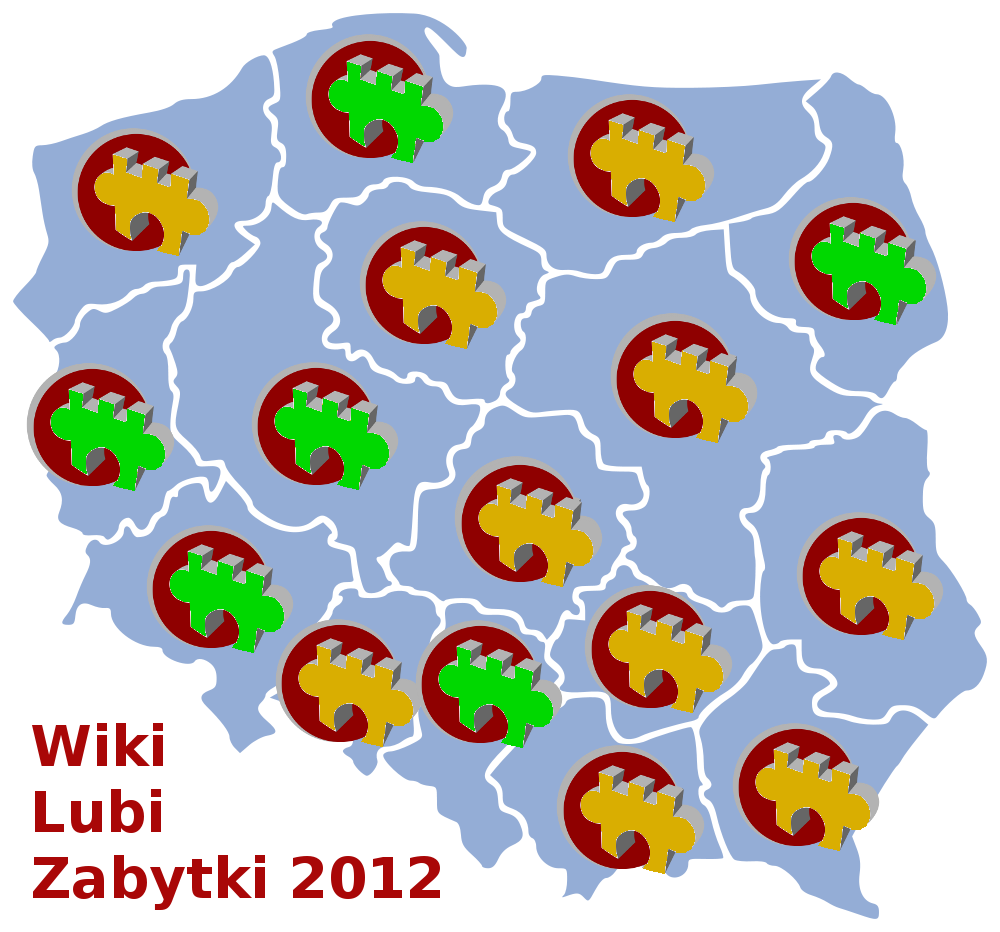
Stan przygotowań do konkursu – zabytki w województwach (WLZ 2011)
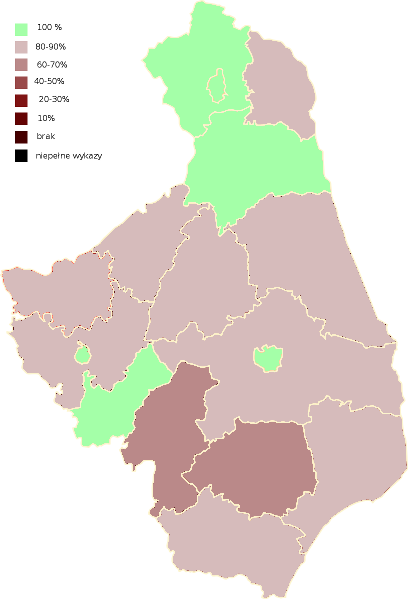
Stan prac nad koordynatami w woj. podlaskim (WLZ 2012)
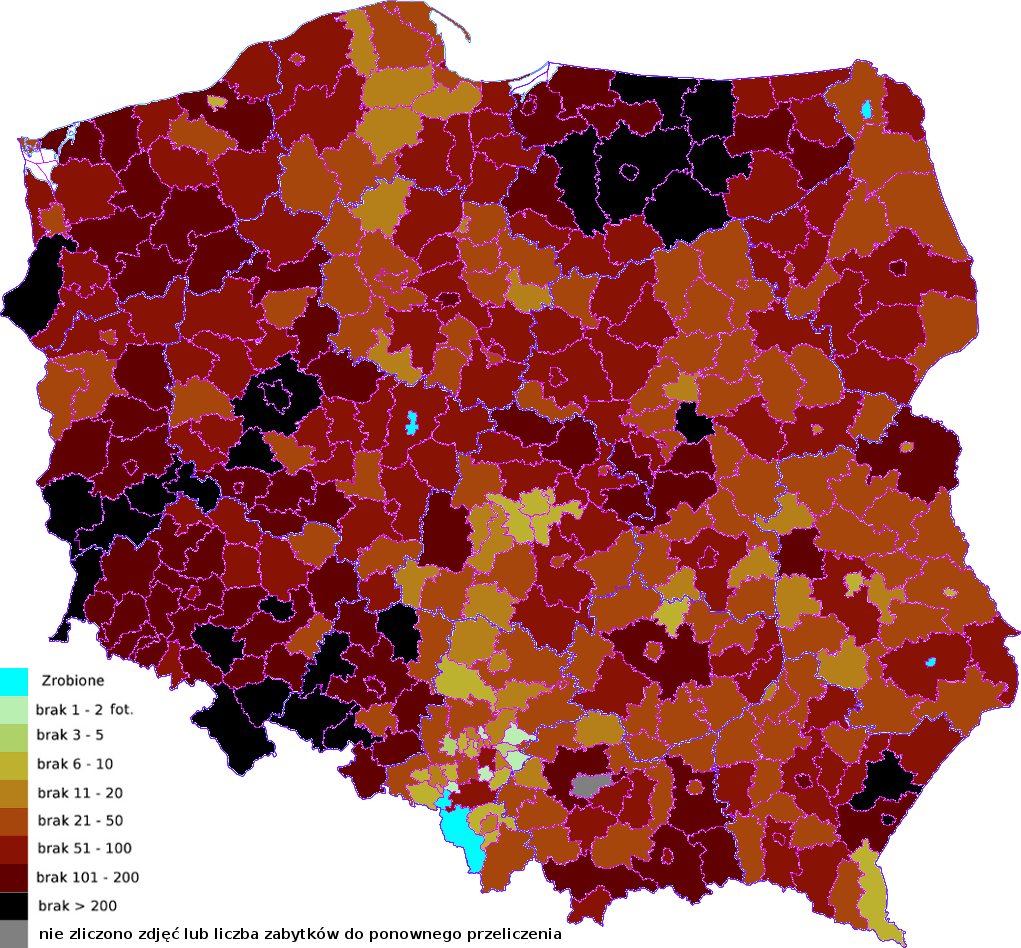
początek prac nad koordynatami (WLZ 2011)
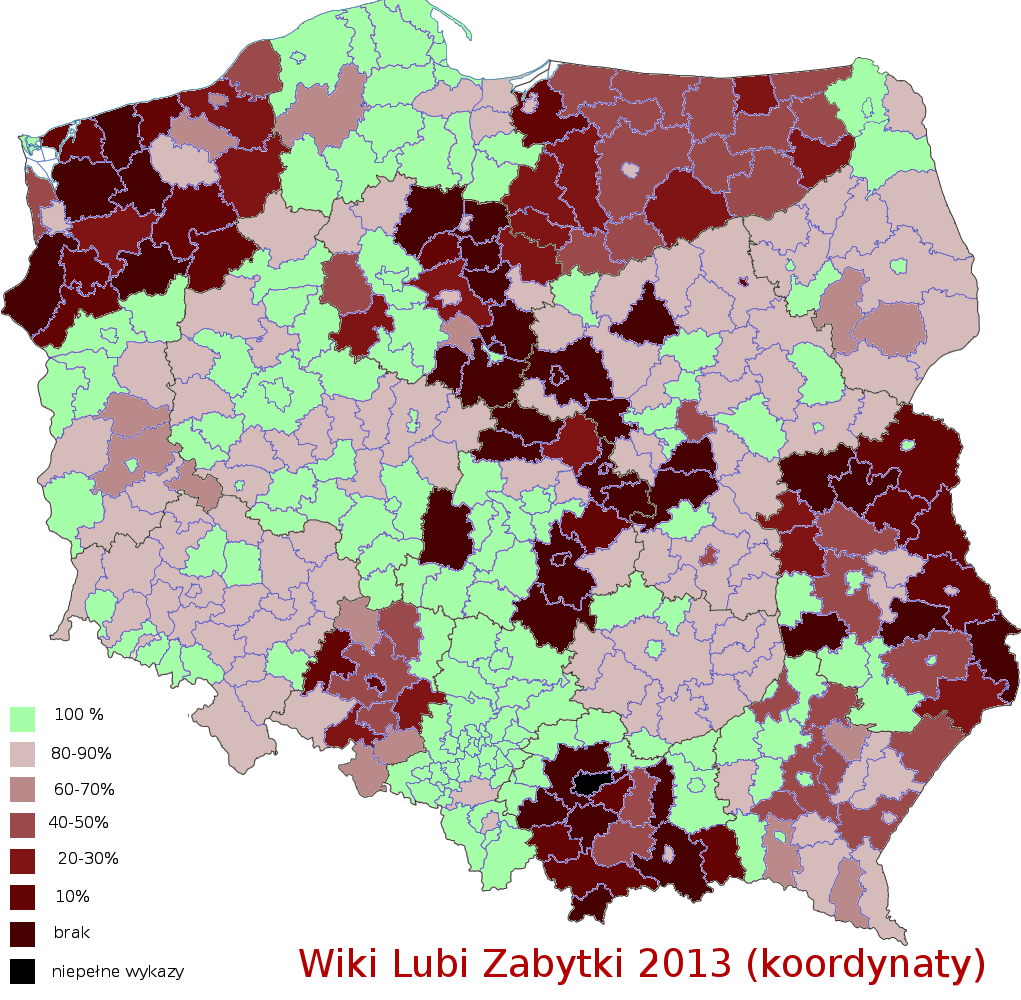
stan dopisywania koordynatów (WLZ 2012)

Uczestnicy nadesłali 16 700 zdjęć. Jury wybrało 134 zdjęcia z których 3 zostały laureatami konkursu, a dodatkowym 7 przyznano wyróżnienia. Wszystkie zostały nominowane do udziału w międzynarodowym konkursie.
W 2012 roku w konkursie wzięło udział 679 uczestników z Polski. Przesłali na Wikimedia Commons 51 tysięcy zdjęć polskich zabytków, dzięki czemu Polska zajęła zaszczytne pierwsze miejsce w konkursie międzynarodowym Wiki Loves Monuments. Patronem konkursu został Narodowy Instytut Dziedzictwa. Dodatkowo wpierali go: Opolski i kujawsko-pomorski Wojewódzki Konserwator Zabytków, Śląskie Centrum Dziedzictwa Kulturowego w Katowicach oraz Ośrodek „Brama Grodzka – Teatr NN”, Miejski Konserwator Zabytków w Lublinie i Teka Lubelska. Zwycięzca otrzymał nagrodę 2 tysiące złotych.
W edycjach 2013 i 2014 uczestnicy konkursu przesłali na Wikimedia Commons po około 50 tysięcy zdjęć. Edycji 2013 patronowali: TVP Kultura, Mapa Kultury oraz Renowacje i Zabytki oraz mazowiecki wojewódzki konserwator zabytków. W 2013 roku zdjęcie Dom tkaczy w Nowej Rudzie zajęło 4 miejsce w konkursie międzynarodowym.
W 2018 roku w międzynarodowym konkursie 7 miejsce zajęło zdjęcie fabryki w Łodzi autorstwa Mariana Naworskiego, którego zdjęcia w 2019 roku zajęły pierwsze (kościoła ewangelickiego w Stawiszynie) i szóste miejsce (elektrociepłownia Szombierki). W tej samej edycji w gronie laureatów znalazł się Jacek Daczyński zajmując 7 miejsce za zdjęcie z obozu w Auschwitz.

## Zwycięzcy edycji krajowej
| Zdjęcie | Rok  | Miejsce                                | Fotograf                               | Opis |
| ------- | ---- | -------------------------------------- | -------------------------------------- | --- |
|         | 2011 | I                                      | Łukasz Śmigasiewicz                    | Zamek w Niedzicy.                                                                                                  |
|         | 2011 | II                                     | Archetyp                               | Kaborno |
|         | 2011 | III                                    | Ludan                                  | Zamek w Będzinie                                                                                                   |
|         | 2012 | I                                      | Tomasz Okoniewski (Scots)              | Zespół kościoła pw. św. Jana Nepomucena "Na Wyspie" (XVIII-XX w.)                                                  |
|         | 2012 | II                                     | Paweł R. Schreyner                     | Zespół klasztorny cystersów w Lubiążu                                                                              |
|         | 2012 | III                                    | Łukasz Śmigasiewicz                    | Zamek w Ogrodzieńcu                                                                                                |
|         | 2013 | I                                      | Jar.ciurus                             | Kraków, zespół Wzgórza Wawelskiego i elektrociepłownia Łęg przed świtem.                                           |
|         | 2013 | II                                     | Adam Falkowski                         | Parcewo, kaplica cmentarna, 1 poł. XIX                                                                             |
|         | 2013 | III                                    | Jarek Ciuruś Jar.ciurus                | Dom tkaczy przy ul. Nadrzeczna 7 w Nowej Rudzie                                                                    |
|         | 2014 | I                                      | Piotrekok 1602                         | Kaplica p.w. św. Wawrzyńca na Śnieżce                                                                              |
|         | 2014 | II                                     | Pankrzysztoff                          | Oświęcim, zespół byłego Nazistowskiego Niemieckiego Obozu Koncentracyjnego i Zagłady Auschwitz-Birkenau, 1940-1945 |
|         | 2014 | III                                    | Jar.ciurus                             | Kościół Pokoju w Świdnicy                                                                                          |
|         | 2019 | I                                      | Marian Naworski                        | Nieczynny kościół w Stawiszynie                                                                                    |
|         | 2019 | II                                     | Sławomir Milejski                      | Wiatrak koźlak w Dobrej Nadziei                                                                                    |
|         | 2019 | III                                    | Marian Naworski                        | Chłodnia kominowa w Nieczynnej Elektrowni Węglowej EC2 w Łodzi.                                                    |
|         | 2020 | I                                      | Marian Naworski                        | Zespół Pałacowy w Bartoszewicach                                                                                   |
|         | 2020 | II                                     | Adrian Tync                            | Strych kamienicy mieszczańskiej przy ul. Siemianowickiej 46 w Chorzowie                                            |
|         | 2020 | III                                    | Marian Naworski                        | EC2 Łódź |
|         | 2021 | Nagroda pierwsza nie została przyznana | Nagroda pierwsza nie została przyznana | Nagroda pierwsza nie została przyznana                                                                             |
|         | 2021 | II                                     | Adrian Tync                            | budynek Akademii Muzycznej w Katowicach                                                                            |
|         | 2021 | III                                    | AndrzejTru                             | cerkiew w Koterce                                                                                                  |
|         | 2022 | I                                      | Daniel.zolopa                          | Gmach Główny Politechniki Warszawskiej                                                                             |
|         | 2022 | II                                     | Aneta p                                | Baszta prochowa w zamku Książ                                                                                      |
|         | 2022 | III                                    | Kacper Jerzak                          | Cmentarz wojenny w Łużnej                                                                                          |

## Regulamin
Zgodnie z regulaminem zdjęcie musi być wykonane samodzielnie i przesłane podczas trwania konkursu na Wikimedia Commons. Musi być udostępnione na bezpłatnej licencji i zawierać zdjęcie zabytku.

## Nagrody
W ramach konkursu jury z kraju uczestniczącego wybiera 10 prac nagrodzonych w konkursie krajowym. Z prac nagrodzonych w uczestniczących w danej edycji krajach międzynarodowe jury wybiera najlepsze prace, których autorzy otrzymują nagrody rzeczowe. W 2012 roku zwycięzca otrzymał stypendium na wyjazd do Hongkongu, gdzie oprócz fotografowania zabytków miasta mógł wziąć udział w Wikimanii. Pozostali nagrodzeni otrzymali kupony na sprzęt fotograficzny o nominale 400 do 50 Euro. W 2019 roku przyznano 10 nagród wartości od 1500 do 250 Euro. Zdobywca nagrody może za wygraną kwotę zakupić sprzęt fotograficzny lub inną nagrodę zgodnie z regulaminem danej edycji. Międzynarodowe jury wybiera najlepsze zdjęcie biorąc pod uwagę jakość techniczną zdjęcia, oryginalność oraz możliwość wykorzystania go w Wikipedii.

## Nagrody dla projektu
- Specjalne wyróżnienie w 2012 roku dla Wiki Loves Monument nominowanego do nagrody Europa Nostra w kategorii Edukacja, szkolenie i podnoszenie świadomości[30].